# Sân vận động Ajinomoto
Sân vận động Ajinomoto (味の素スタジアム (Vị Tố Stadium) Ajinomoto Sutajiamu, quyền đặt tên được thuê bởi Công ty Ajinomoto), tên không tài trợ là Sân vận động Tokyo (東京スタジアム (Đông Kinh Stadium) Tōkyō Sutajiamu), là một sân vận động đa năng ở Chōfu, Tokyo, Nhật Bản. Sân vận động được xây dựng tại Kantō Mura, một khu vực tái phát triển trước đây được Quân lực Hoa Kỳ tại Nhật Bản sử dụng. Sân được khánh thành vào tháng 3 năm 2001. 
Đây là sân vận động đầu tiên ở Nhật Bản bán quyền đặt tên. Quyền đặt tên của sân được bán cho Ajinomoto với hợp đồng 5 năm, từ tháng 3 năm 2003 đến tháng 2 năm 2008 với trị giá 1,2 tỷ yên (khoảng 10 triệu đô la Mỹ). Sân được phép mang tên là Sân vận động Ajinomoto trong các sự kiện ở đây (trừ một số sự kiện như các trận bóng đá tại AFC Champions League). Hợp đồng này được gia hạn vào tháng 11 năm 2007 với trị giá 1,4 tỷ yên và sau đó gia hạn thêm 6 năm, đến tháng 2 năm 2014. Vào tháng 10 năm 2013, hợp đồng được gia hạn lần thứ hai, kéo dài đến tháng 2 năm 2019.

## Kết nối
- Tuyến Keiō: 5 phút đi bộ từ Tobitakyū
- Tuyến Seibu Tamagawa: 20 phút đi bộ từ Tama